# Lucisano Media Group
Lucisano Media Group S.p.A. è una società di distribuzione e produzione cinematografica italiana fondata da Fulvio Lucisano, quotata dal 2011 sul mercato AIM Italia - Mercato alternativo del capitale di Borsa Italiana nell'indice FTSE AIM Italia.

## Storia
Attiva dall'inizio degli anni novanta, è diventata nel tempo una delle società cinematografiche più importanti del cinema italiano, producendo e distribuendo numerosi film, drammatici e della commedia all'italiana. Nella metà degli anni novanta ha acquisito la storica casa di produzione Italian International Film, di proprietà dello stesso Lucisano.
In ambito distributivo, collabora con la American International Pictures e con la 01 Distribution. Dalla sua nascita la società è stata guidata da Lucisano, lavorando in vari ambiti: cinema, televisione, home video, internet.

## Produzioni (parziale)

### Cinema
- 2013 - Buongiorno papà
- 2013 - Mai Stati Uniti
- 2014 - Scusate se esisto!
- 2014 - Confusi e felici
- 2014 - Pane e burlesque'
- 2015 - Noi e la Giulia
- 2016 - Se mi lasci non vale
- 2017 - Beata ignoranza
- 2017 - Il premio
- 2018 - Nessuno come noi
- 2020 - 7 ore per farti innamorare
- 2021 - Una famiglia mostruosa
- 2022 - La cena perfetta
- 2022 - Power of Rome
- 2022 - Romanzo radicale
- 2023 - Tramite amicizia
- 2023 - Cattiva coscienza

### Televisione
- 2014 - Impazienti
- 2021 - Ai confini del male